# Ospreys
Die Ospreys (walisisch Y Gweilch, deutsch Fischadler) sind eine Rugby-Union-Mannschaft aus der walisischen Stadt Swansea. Sie spielen in der United Rugby Championship sowie im Pokalwettbewerb Anglo-Welsh Cup. Die Heimspiele werden im Swansea.com Stadium ausgetragen. Bis 2005 hieß die Mannschaft Neath-Swansea Ospreys (das Unternehmen trägt hingegen weiterhin den alten Namen).

## Geschichte
Bis zur Saison 2003/04 war der walisische Rugby in einer typischen Ligenpyramide gegliedert, mit neun professionellen Vereinen in der obersten Liga. Das System ähnelte somit der English Premiership und der Top 14 in Frankreich. Allerdings erwies sich der walisische Markt als zu klein für neun Profimannschaften. Daraufhin begannen die neun Profi-Vereine, sich zu regionalen Mannschaften zusammenzuschließen. In der Region Swansea waren dies der Neath RFC und der Swansea RFC, denen die Mannschaft je zur Hälfte gehört. Die Amateur- und Juniorenmannschaften firmieren weiterhin unter den ursprünglichen Bezeichnungen.
In der Saison 2004/2005 gewannen die Ospreys erstmals den Meistertitel der Celtic League. Am 1. November 2006 empfingen sie im Liberty Stadium die australische Nationalmannschaft zu einem Freundschaftsspiel und gewannen dieses mit 24:16. Der zweite Meistertitel folgte in der Saison 2006/2007; auch schafften die Ospreys den Einzug ins Finale des EDF Energy Cup, das jedoch gegen die Leicester Tigers verloren ging. 2008 gelang die erfolgreiche Revanche und der erstmalige Pokalgewinn einer walisischen Mannschaft.
2010 gewannen die Ospreys zum dritten Mal den Meistertitel, nachdem sie sich im Finale in Dublin gegen Leinster hatten durchsetzen können. Dasselbe gelang ihnen im Jahr 2012, als erneut in Dublin Leinster bezwungen werden konnte. 2015 und 2017 schieden die Ospreys jeweils gegen Munster im Halbfinale aus.

## Regionale Aufteilung

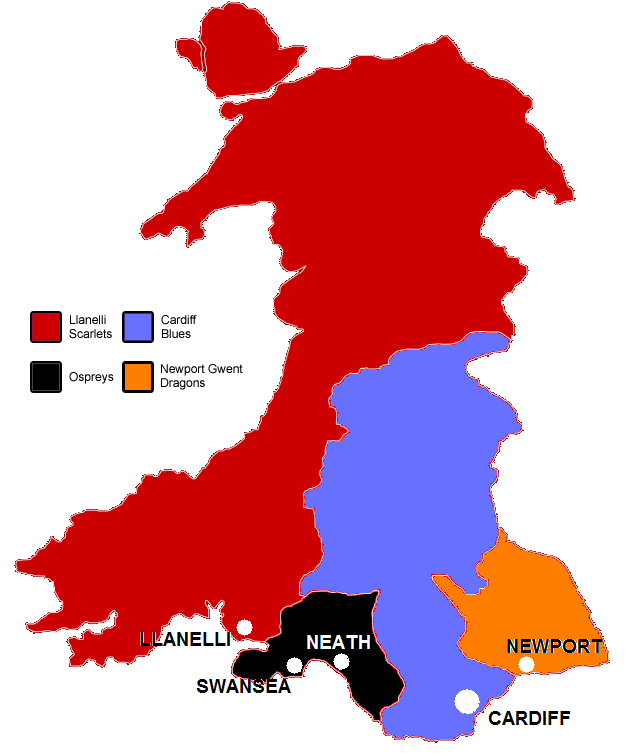
Walisische Rugby-Regionen

Der professionelle Rugby in Wales basiert auf vier Franchises, die im Besitz des Verbandes Welsh Rugby Union sind und ein bestimmtes Gebiet abdecken. Das Franchise der Ospreys umfasst das Gebiet um die Städte Neath und Swansea, inklusive Bridgend, Ogmore Vale, Port Talbot und Aberavon. Die Ospreys dürfen sämtliche Spieler, die bei Vereinen in diesem Gebiet spielen, in ihren Kader aufnehmen. Ursprünglich gehörte das Gebiet um Bridgend und Ogmore nicht zur Franchise der Ospreys, sondern lag im Einzugsbereich der Celtic Warriors. Diese Franchise wurde aber 2004 nach nur einer Saison aufgelöst und zwischen den Ospreys und den Cardiff Blues aufgeteilt.

## Stadion
Während der ersten zwei Saisons trugen die Ospreys ihre Heimspiele auf dem St Helen’s Rugby and Cricket Ground in Swansea (Heimstadion des Swansea RFC) und in The Gnoll in Neath (Heimstadion des Neath RFC) aus. 2005 zogen die Ospreys ins neu errichtete Swansea.com Stadium in Swansea um, das sie mit dem Fußballverein Swansea City teilen und eine fast doppelt so große Zuschauerkapazität aufweist.

## Erfolge
- United Rugby Championship: Meister 2005, 2007, 2010 und 2012
- Anglo-Welsh Cup: Sieger 2008, Finalist 2007

## Spieler

### Aktueller Kader
Der Kader für die Saison 2019/20:

### British and Irish Lions
Die folgenden Spieler wurden für die British and Irish Lions nominiert.
| Tour | Spieler                         |
| ---- | ------------------------------- |
| 2005 | Brent Cockbain                  |
| 2005 | Gavin Henson                    |
| 2005 | Ryan Jones                      |
| 2005 | Shane Williams                  |
| 2009 | Tommy Bowe                      |
| 2009 | Lee Byrne                       |
| 2009 | James Hook                      |
| 2009 | Adam Jones                      |
| 2009 | Alun Wyn Jones                  |
| 2009 | Ryan Jones (2. Nominierung)     |
| 2009 | Mike Phillips                   |
| 2009 | Shane Williams (2. Nominierung) |
| 2013 | Ian Evans                       |
| 2013 | Richard Hibbard                 |
| 2013 | Adam Jones (2. Nominierung)     |
| 2013 | Alun Wyn Jones (2. Nominierung) |
| 2013 | Justin Tipuric                  |
| 2017 | Dan Biggar                      |
| 2017 | Alun Wyn Jones (3. Nominierung) |
| 2017 | Justin Tipuric (2. Nominierung) |
| 2017 | Rhys Webb                       |

### Rekorde

#### Meiste Spiele
|     | Name            | Spiele |
| --- | --------------- | ------ |
| 1.  | Alun Wyn Jones  | 238    |
| 2.  | Paul James      | 232    |
| 3.  | Duncan Jones    | 223    |
| 4.  | Dan Biggar      | 221    |
| 5.  | Andrew Bishop   | 209    |
| 6.  | James King      | 200    |
| 7.  | Adam Jones      | 195    |
| 8.  | Jonathan Thomas | 188    |
| 9.  | Richard Hibbard | 175    |
| 10. | Justin Tipuric  | 172    |

#### Meiste Versuche
|     | Name           | Versuche |
| --- | -------------- | -------- |
| 1.  | Shane Williams | 57       |
| 2.  | Dan Evans      | 44       |
| 3.  | Rhys Webb      | 39       |
| 4.  | Hanno Dirksen  | 38       |
| 5.  | Nikki Walker   | 37       |
| 6.  | Tommy Bowe     | 36       |
| 7.  | Ashley Beck    | 30       |
| 7.  | Justin Tipuric | 30       |
| 9.  | Sonny Parker   | 29       |
| 10. | Dan Biggar     | 28       |

#### Meiste Punkte
|     | Name           | Punkte |
| --- | -------------- | ------ |
| 1.  | Dan Biggar     | 2203   |
| 2.  | Sam Davies     | 836    |
| 3.  | James Hook     | 834    |
| 4.  | Gavin Henson   | 788    |
| 5.  | Shaun Connor   | 488    |
| 6.  | Matthew Morgan | 325    |
| 7.  | Shane Williams | 293    |
| 8.  | Dan Evans      | 225    |
| 9.  | Rhys Webb      | 195    |
| 10. | Hanno Dirksen  | 190    |